# Tordaszeleste
Tordaszeleste románul: Săliște, falu Romániában, Erdélyben, Kolozs megyében. Csürülye községhez tartozik.

## Fekvése
Kolozsvártól délre fekvő település.

## Története
Tordaszeleste, Szeleste egykor Torda-Aranyos vármegyéhez tartozott. Nevét az oklevelek 1418-ban p. Zelesthe néven említették először.
Későbbi névváltozatai: 1467-ben p. Zelestye, 1504-ben p. Zelysthye, 1523-ban p. Zelesthye, 1733-ban Szelistye, 1760–2 között Szeliste, 1808-ban Szelistye ~ Szelicse, 1861-ben Szelistye, 1913-ban Tordaszeleste.
1523-ban p. Zelesthye a Bogáti, Alárdi, Altemberg, Vizaknai, Szilvási Csezeliczki, 
Lónai és Töki családok birtoka volt.
A trianoni békeszerződés előtt Torda-Aranyos vármegye Tordai járásához tartozott.
1910-ben 414 lakosából 404 román volt. Ebből 414 volt görögkatolikus.

## Nevezetességek
- Görögkatolikus fatemploma

## Galéria

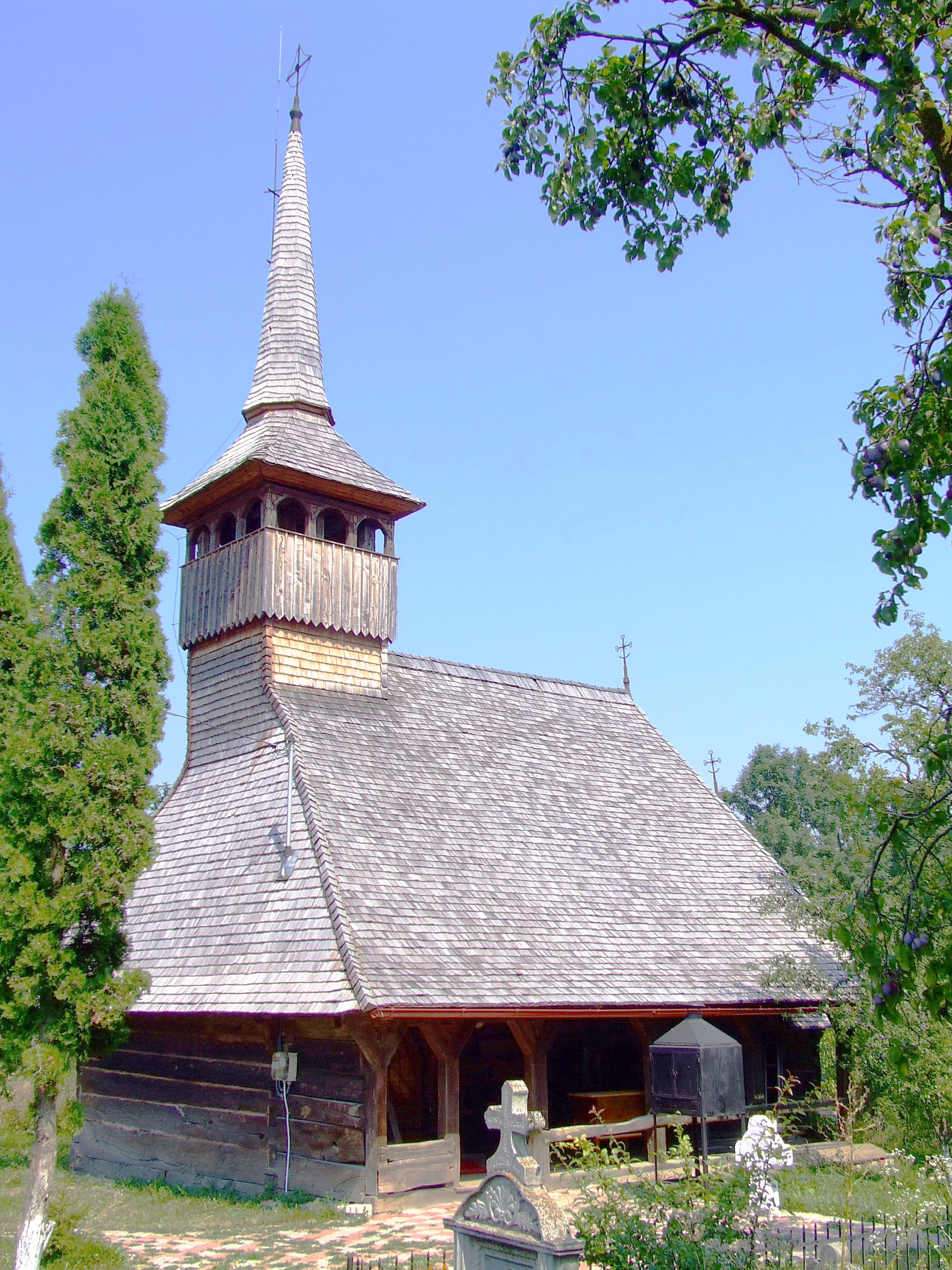
Tordaszeleste görögkatolikus fatemploma
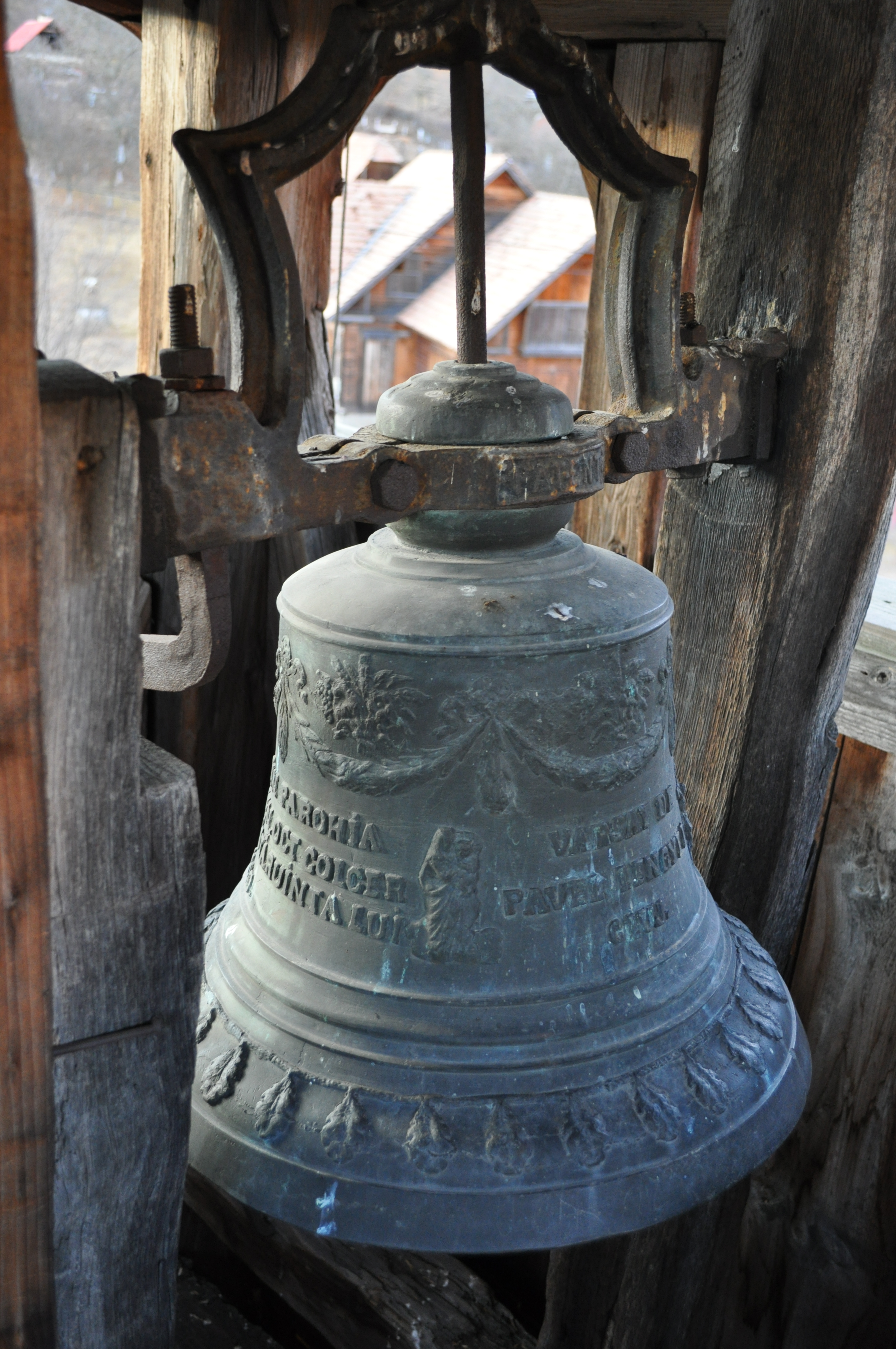
A templom 1865-ben készült harangja
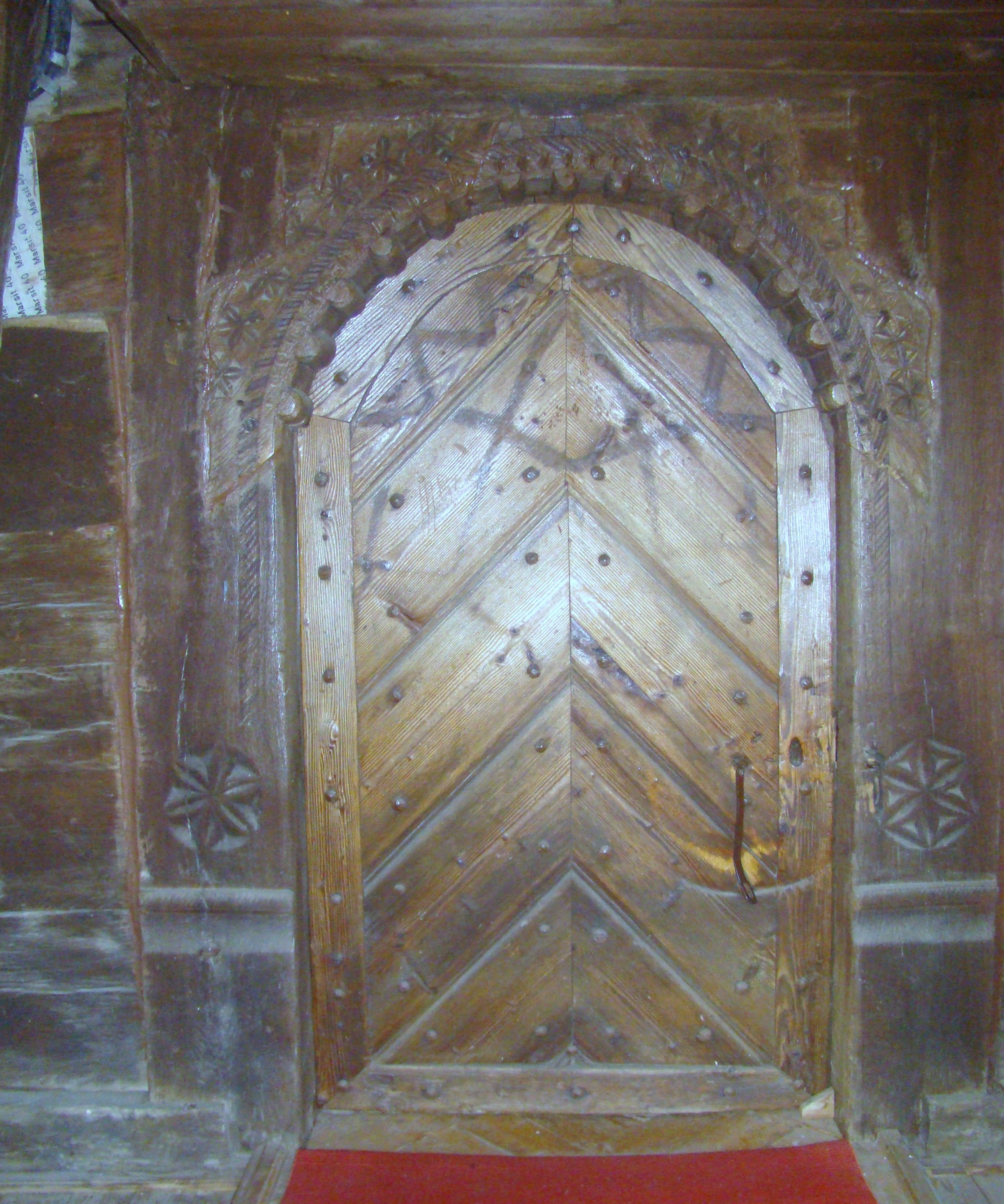
A templom bejárati ajtaja kívülről
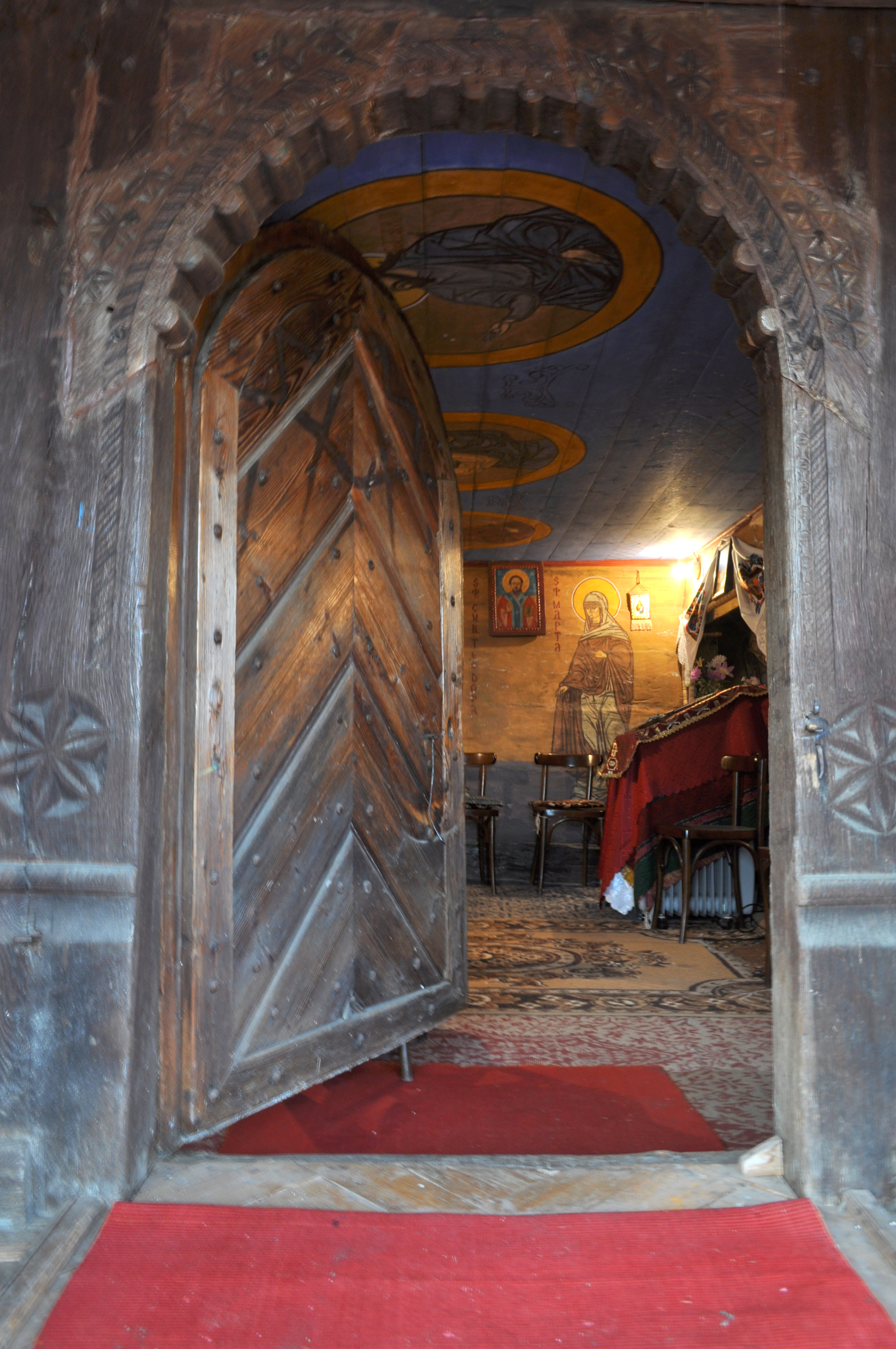
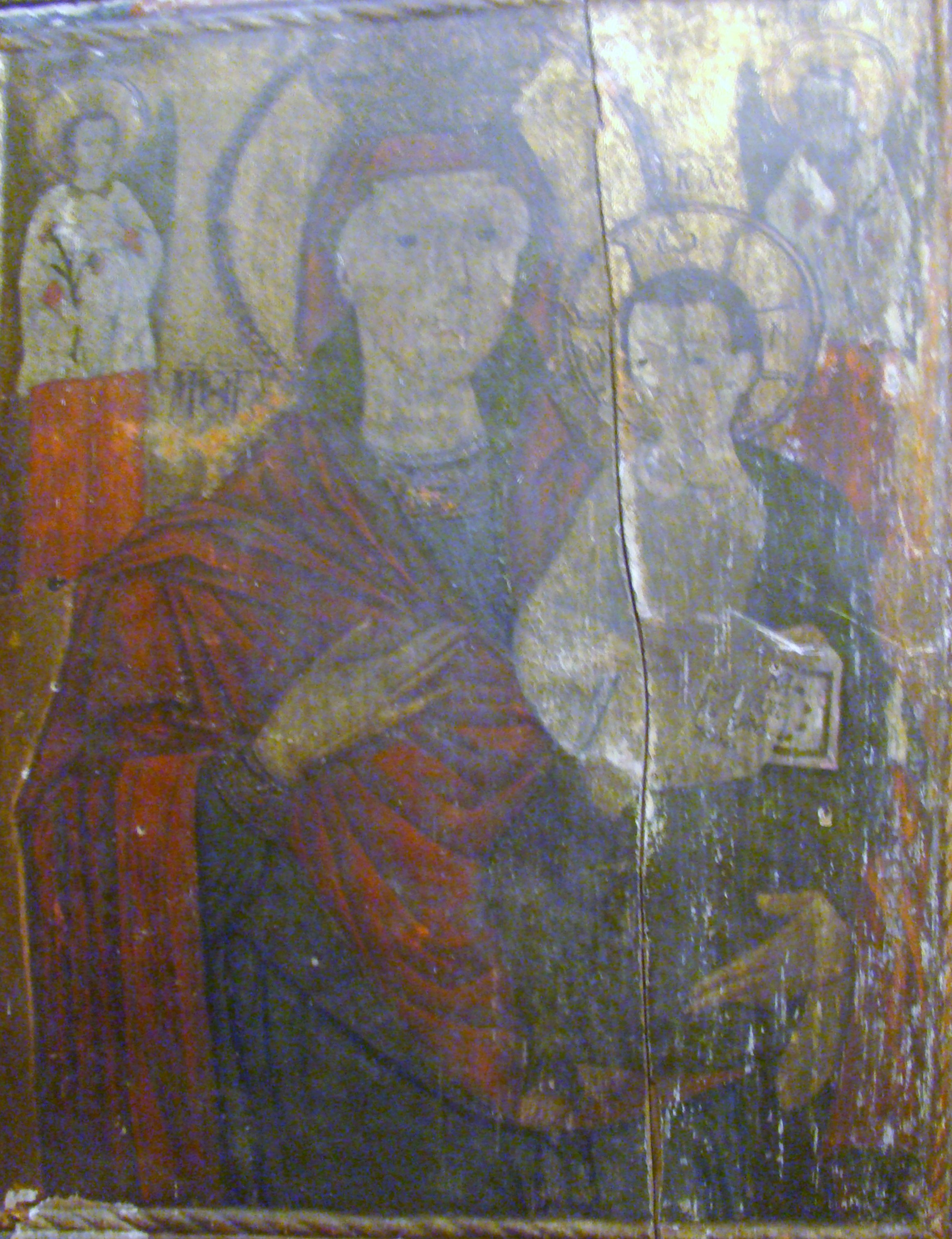
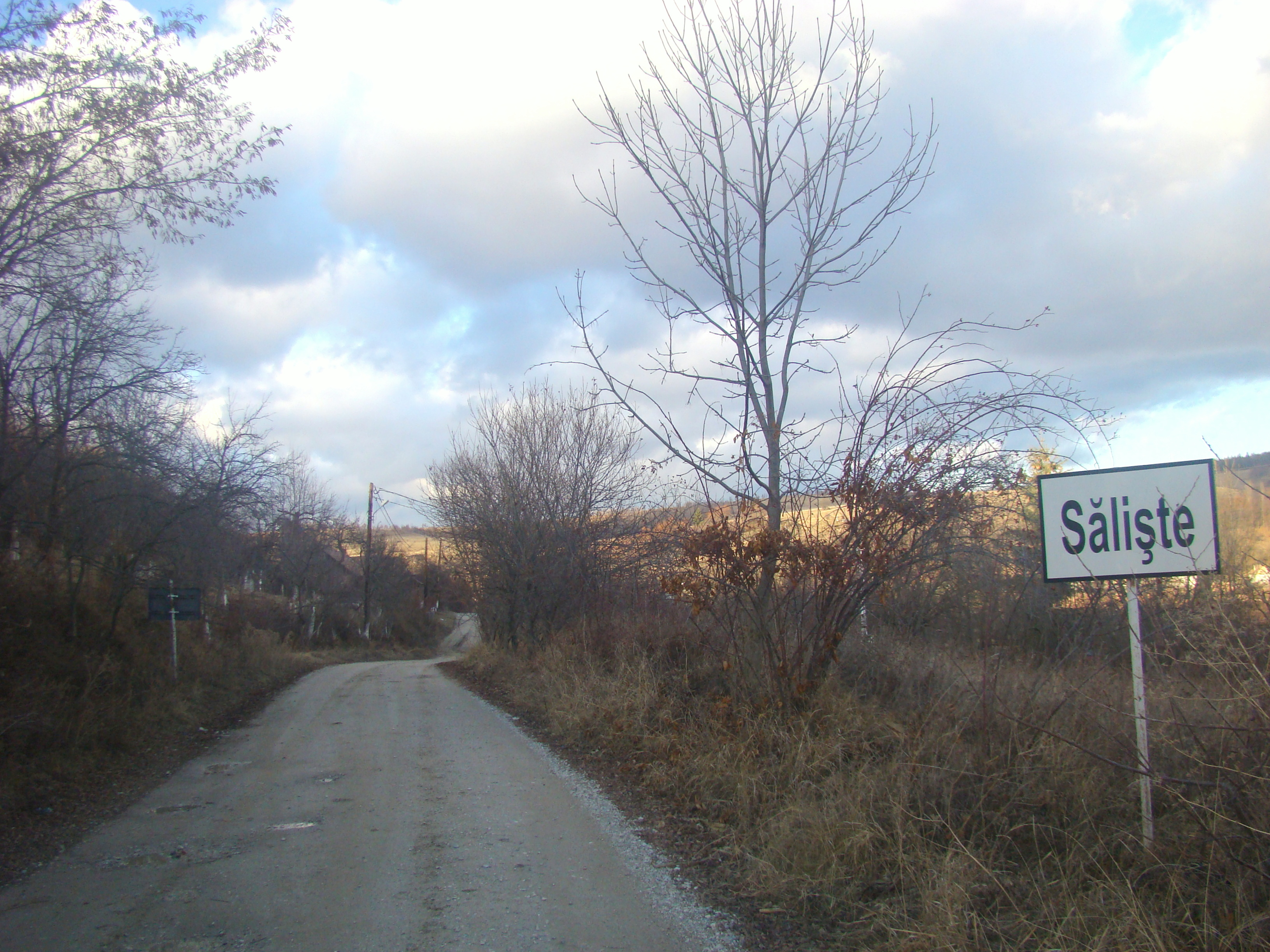
Tordaszeleste látképe
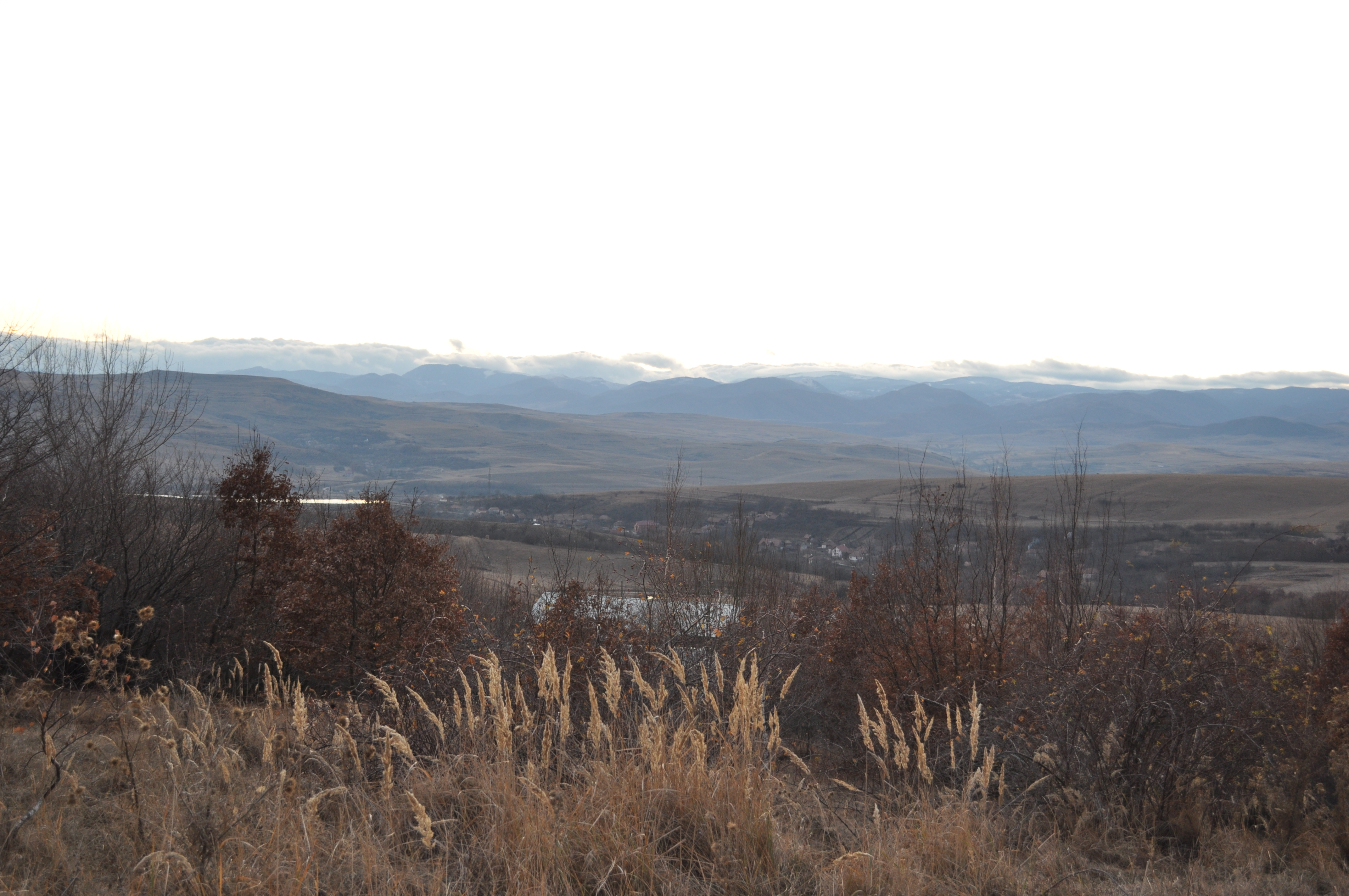
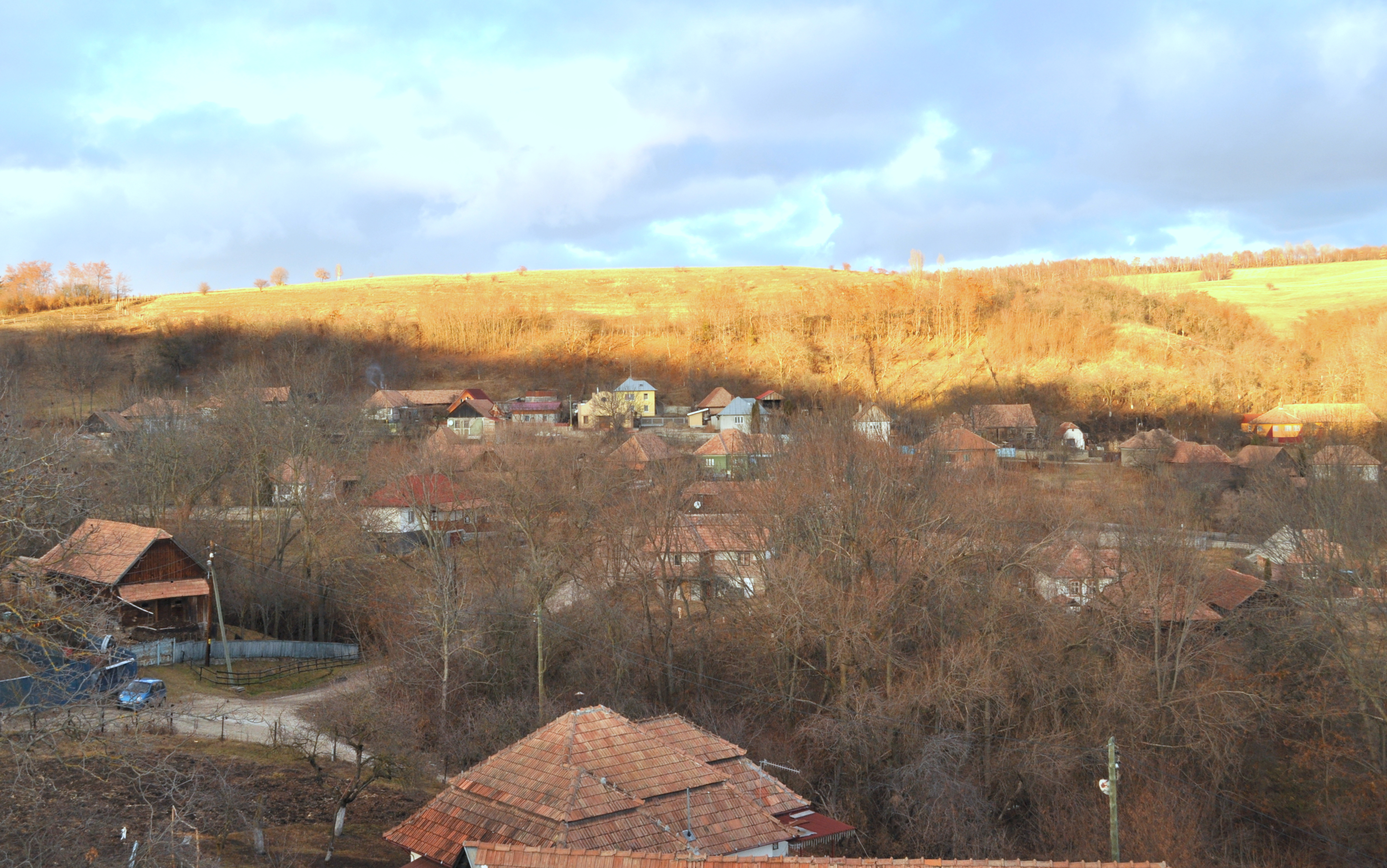
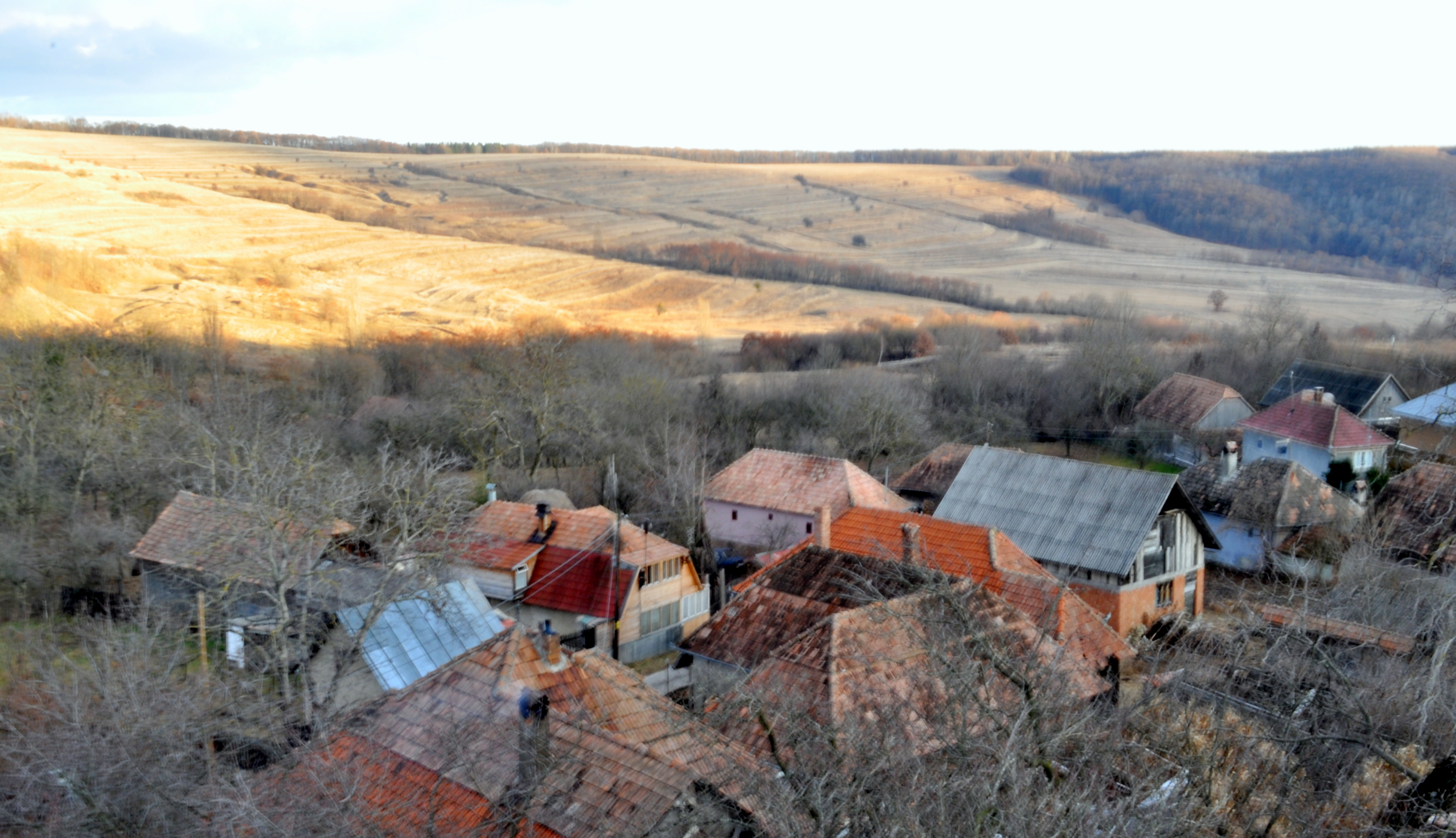

## Források

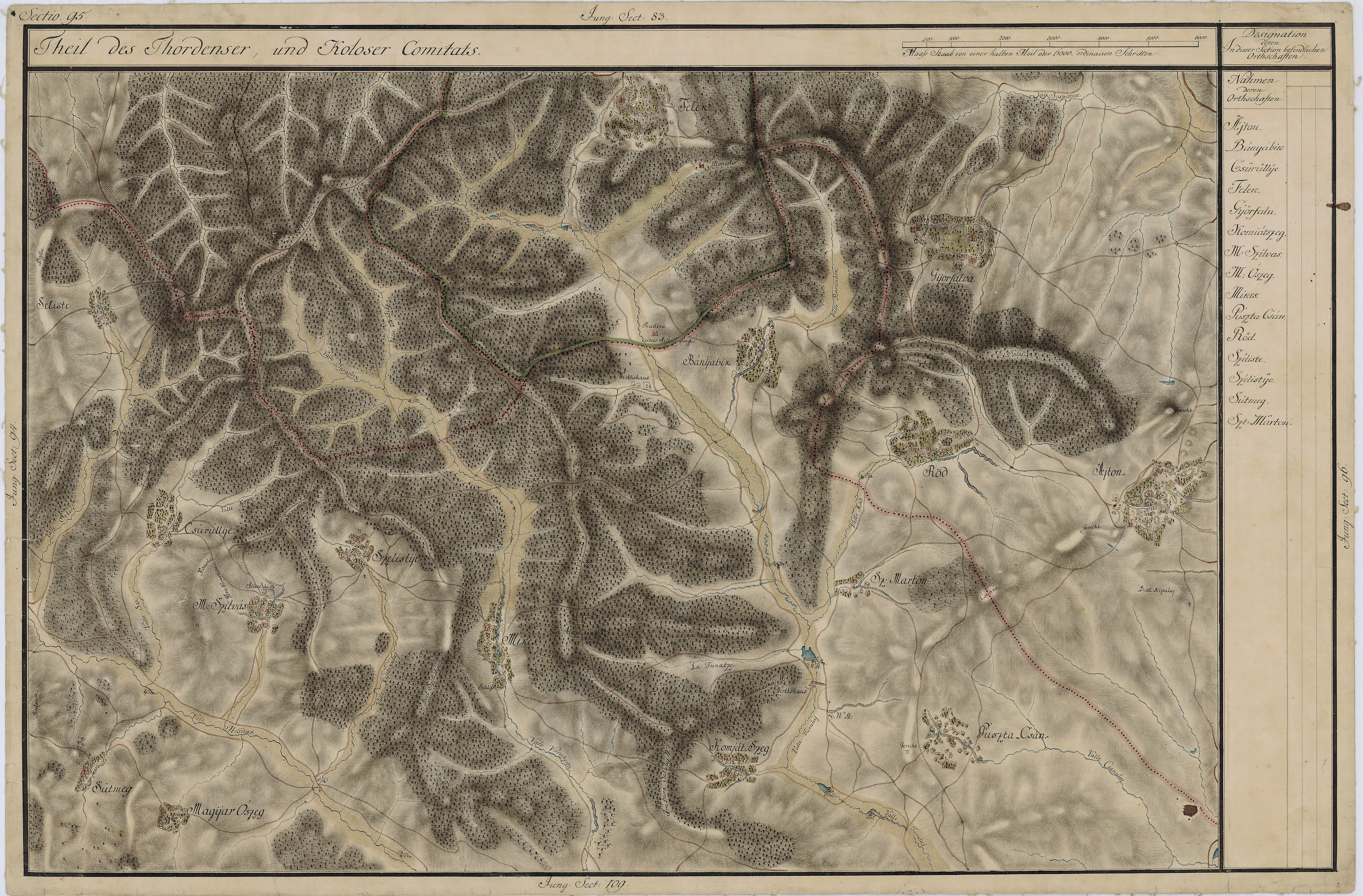
Tordaszeleste egy régi térképen